# تاريخ جنوب إفريقيا (1815-1910)

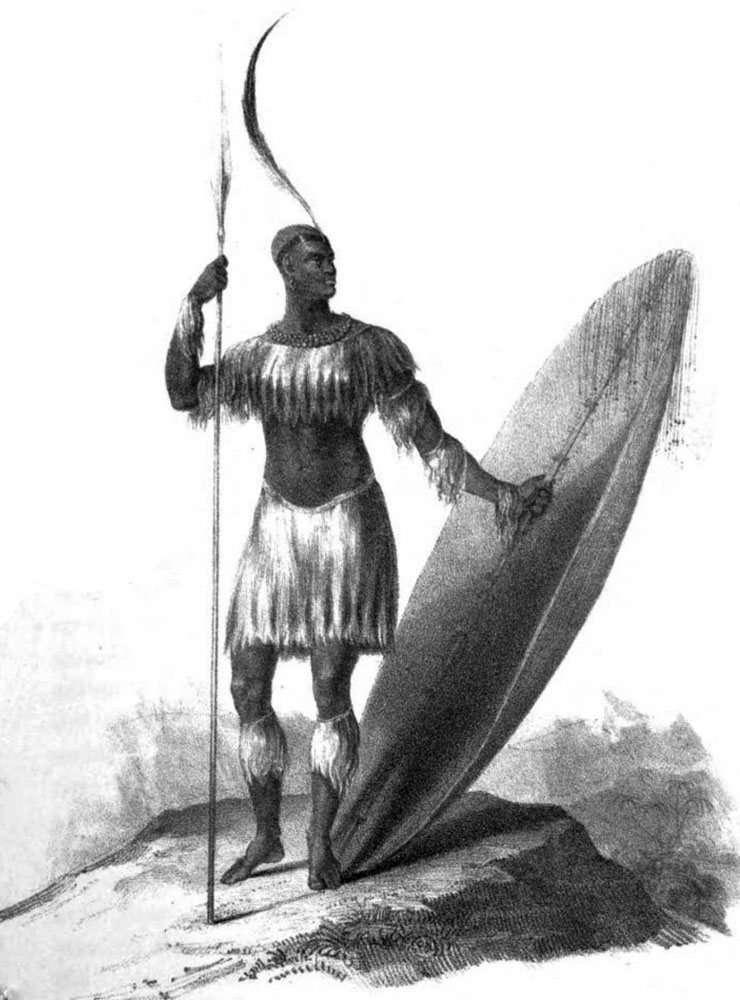

خلال الحروب النابليونية، كانت مستعمرة كيب تحت سيطرة البريطانيين وأصبحت مستعمرة تابعة لهم رسميًا في عام 1815. شجعت بريطانيا انتقال المستوطنين إلى كيب، وقدمت الرعاية على وجه الخصوص لجماعات مستوطني 1820 كي يقيموا الأعمال الزراعية في المساحة المتنازع عليها بين المستعمرة والكوسيين في المنطقة التي باتت تُعرف اليوم باسم كيب الشرقية. تسبب انتقال السيادة في كيب من الهولنديين إلى البريطانيين باستبعاد المزارعين الهولنديين في المنطقة، البوير الذين بدؤوا في عشرينيات القرن التاسع عشر هجرتهم الجماعية الكبرى نحو المناطق الشمالية مما نسميه اليوم دولة جنوب أفريقيا. شهدت هذه الفترة أيضًا تصاعد نفوذ قبائل الزولو تحت إمرة ملكهم شاكا زولو، ما نتج عنه عدة نزاعات بين البريطانيين والبوير والزولو، أدت إلى هزيمة الزولو والهزيمة النهائية للبوير في حرب البوير الثانية. غير أن معاهدة فيرينيغينغ تكفلت بترسيخ الإطار لاستقلال الجنوب الأفريقي المحدود تحت اسم اتحاد جنوب أفريقيا.

## الاستعمار البريطاني
على طرف القارة، عثر البريطانيون على مستعمرة قائمة بـ 25,000 عبد و20,000 مستعمر أبيض و15,000 من الخويسان وألف عبد أسود محرر. كانت السلطة حصرية في يد نخبة من بيض البشرة في كيب تاون، والتمييز القائم على أساس عرقي راسخ الجذور. خارج كيب تاون والأراضي التي تليها مباشرة، كان المزارعون الرعويون المنعزلون من سود البشرة وبيضها يقطنون البلاد.
كحال الهولنديين من قبلهم، لم تُثر مستعمرة كيب أول الأمر اهتمام البريطانيين بمقدار كبير، عدا عن صفتها مرفأً ذا موقع استراتيجي. حاولوا في واحدة من أولى مهامهم أن يحلوا نزاعًا حدوديًا إشكاليًا بين البوير والكوسيين على الحدود الشرقية للمستعمرة. في عام 1820، أقنعت السلطات البريطانية نحو 5,000 مهاجر بريطاني من الطبقة المتوسطة (معظمهم في مجال التجارة) بترك إنجلترا واستيطان أراضٍ بين الجماعات المتعادية انطلاقًا من فكرة تأمين منطقة عازلة. وكانت الفكرة غير ناجحة على نحو استثنائي، ففي غضون ثلاث سنوات، كان نصف مستوطني عام 1820 تقريبًا قد انسحبوا إلى البلدات، وعلى وجه التحديد غراهامستاون وبورت إليزابيث، لمتابعة مهنهم التي كانوا يزاولونها في بريطانيا.
ورغم أنه لم يقدم شيئًا في سبيل حل النزاع الحدودي، فقد عزز تدفق المستوطنين هذا الوجودَ البريطاني في المنطقة، ممزقًا الوحدة النسبية للبيض في جنوب أفريقيا. وفي الأماكن التي سبق أن ساد فيها البوير وأفكارهم على نطاق واسع دون منافسة، بات للجنوب أفريقيين الأوروبيين مجموعتان لغويتان وثقافتان. ثم سرعان ما انبثق نموذج أصبح المتحدثون بالإنجليزية وفقًا له متمدنين إلى درجة كبيرة، فسيطروا على السياسة والتجارة والمال وأعمال المناجم والتصنيع، بينما أُبعد البوير الذين تلقوا تعليمًا كبيرًا إلى مزارعهم.
وازداد تعمق الهوة بين المستوطنين البريطانيين والبوير مع إلغاء العبودية في عام 1833، لا بسبب تحرير العبيد، بل بسبب الطريقة التي حُرروا بها (على سبيل المثال، كان يجب استلام التعويض عن العبيد المحررين في لندن بشكل شخصي). غير أن النهج المحافظ للمستوطنين البريطانيين وحسهم بالتفوق العرقي حال دون أي عملية إعادة تشكيل راديكالية للمجتمع، وفي عام 1841، أصدرت السلطات «قرار السادة والخدم» الذي رسّخ سيطرة البيض. وفي الوقت نفسه، تزايدت أعداد البريطانيين بسرعة في كيب تاون، وفي المنطقة الواقعة إلى الشرق من مستعمرة كيب (وهي محافظة كيب الشرقية في وقتنا الحالي)، وفي ناتال، وبعد اكتشاف الذهب والألماس في أجزاء من ترانسفال، لا سيما حول خاوتينغ الحالية.

## فترة الديفاكان والتدمير
شهدت بداية القرن التاسع عشر زمنًا من الاضطراب الهائل نتيجة للتوسع العسكري لمملكة زولو. يسمي الناطقون باللغة السوتية هذه الفترة بـ«ديفاكان» (أي التهجير القسري)، بينما يدعوها المتحدثون باللغة الزولوية بـ«مفيكان» (أي التدمير).
ما تزال الأسباب الكاملة للديفاكان محل نزاع، رغم بروز بعض العوامل المحددة، إذ كان لقيام مملكة زولوية موحدة أهمية خاصة. ففي بداية القرن التاسع عشر، بدأت قبائل «نجوني» في كوازولو ناتال تنتقل من حالتها كمجموعة ممالك ضعيفة التنظيم وتأخذ شكل دولة مركزية عسكرية. أصبح شاكا زولو، وهو ابن زعيم عشيرة زولو الصغيرة، القوةَ المحركة الكامنة وراء ذلك الانتقال. أثبت شاكا نفسه، بعد أن كان في حكم المنبوذ في أول الأمر، في القتال ثم نجح تدريجيًا بجمع السلطات في يديه. بنى جيوشًا كبيرة، خارجًا عن تقاليد العشيرة بوضع الجيوش تحت إمرة ضباطه عوضًا عن الزعماء بالوراثة. ثم انطلق شاكا بعد ذلك في برنامج توسعي ضخم، فراح يقتل أو يستعبد من يبدي مقاومة في المناطق التي يحتلها. وكان محاربو الإيمبي التابعون له صارمي التنظيم: فالفشل في المعركة يعني الموت.
راح الناس يبتعدون من طريق جيوش شاكا ويتحولون بدورهم إلى معتدين بحق جيرانهم. انتشرت موجة الإزاحة هذه في جميع أنحاء جنوب القارة وأكثر، وعجلت في تشكيل العديد من الدول، كان من أبرزها دولة سوتو (المعروفة اليوم باسم ليسوتو) ودولة سوازي (المعروفة اليوم باسم إسواتيني، مملكة سوازيلاند سابقًا).
قُتل شاكا في عام 1828 على يد أخويه غير الشقيقين دينغان وأومتلانغانا. أصبح دينغان ملكًا، وكان هو الأضعف والأقل مهارة، فأرخى قبضة النظام العسكري مع الاستمرار بالحكم المطلق. حاول دينغان أيضًا إقامة علاقات مع التجار البريطانيين في ساحل ناتال، لكن الأحداث كانت قد بدأت تتسارع ممهدة إلى زوال استقلال زولو.

## الهجرة الجماعية الكبرى
في تلك الأثناء، كان استياء البوير من الحكم البريطاني في مستعمرة كيب يتصاعد. ساهمت في الهجرة عوامل عديدة، من ضمنها سياسات الأنجلزة والقوانين المقيدة على العبودية. بدءًا من عام 1835، قررت عدة جماعات من البوير، إلى جانب أعداد كبيرة من الخويخوئيين والخدم السود، الهجرة الجماعية نحو الداخل بحثًا عن مقدار أكبر من الاستقلالية. في شمال وشرق نهر أورانج (الذي كان يشكل حدود مستعمرة كيب)، عثر هؤلاء البوير (أو «الرواد») على أراض واسعة من المراعي التي بدت غير مسكونة، فشعروا كأنهم وصلوا إلى أرضهم الموعودة، حيث المساحة الكافية لرعي ماشيتهم وازدهار ثقافتهم الاستقلالية المناهضة للتمدن. لكنهم لم يعلموا أن ما عثروا عليه -أراضي المراعي المهجورة وفلول اللاجئين والقصص التي تتحدث عن الوحشية- كان من نتائج الديفاكان، ولا يصور الوضع المعيشي الطبيعي.
باستثناء قبائل «نديبيلي» القوية، لم يلقَ الرواد المهاجرون مقاومة تُذكر وسط السكان المتفرقين في منطقة السهول. كان الديفاكان قد شتتهم، ولم يملك من بقي منهم خيولًا ولا أسلحة نارية. ساهم وضعهم الضعيف أيضًا في ترسيخ اعتقاد البوير أن الاحتلال الأوروبي كان يعني وصول الحضارة إلى أرض همجية. غير أن الجبال، حيث كان الملك موشويشوي الأول قد بدأ بتشكيل دولة لقبائل سوتو ستتحول لاحقًا إلى ليسوتو، والوديان المشجرة في زولولاند، أثبتت أن الأمر ليس بهذه السهولة. واجه البوير فيها مقاومة قوية، وقدحت غزواتهم زناد سلسلة من المناوشات والاشتباكات والمعاهدات الواهية التي جعلت الأعوام الخمسين التالية تشهد المزيد من سيادة ذوي البشرة البيضاء.